# 寺西玲央
寺西 玲央（てらにし れお、1984年7月15日 - ）は、日本のレーシングドライバー、元プロボクサー。三重県鈴鹿市出身。血液型B型。愛称はLeo、レオ君、レオ様。
愛車は、高走行のBb。2人兄弟の兄。

## 人物
父親と服部尚貴の影響で、21歳からレーサーへの道へ進む。 甘いルックスと、優しく接する態度、持ち前の明るさ、男らしさで女性ファンも多い。
レプリスポーツの「Team Naoki」に所属する。スーパーFJに参戦、カートレースにも出場。鈴鹿サーキットをメインに活動する。鈴鹿サーキットの講師 福山英朗らと共にドライビングレッスンのインストラクター等も務める。 ラジオに出演経験もありトークもこなせるドライバーの一人。
好きな言葉は、「やる時はやる!」。
自ら他のレーシングドライバーと共にカート大会を開催。
2010 S-FJ から参戦。
年間登録参戦以外にも、多種カテゴリーにスポット参戦で表彰台に立っている。
クラブマンレースにて活躍している。